# T-37
T-37 je bil lahki amfibijski tank Sovjetske zveze. Ta tank je bil izdelan po britanskem tanku Carden Loyd tankette. T-37 je bil prvi amfibijski tank na svetu.

## Zgodovina tanka
V poznih dvajsetih se je v Sovjetski zvezi pojavila potreba po izdelavi amfibijskega tanka. Za začetek proizvodnje so leta 1929 kupili nekaj tankov Carden Loyd. Na osnovi tega tanka so začeli izdelovati svojega. Prva dva amfibijska tanka sta bila T-34 in T-41, ki sta bila narejena pod vodstvom  N. A. Astarova. T-34 je bil kopija tanka Carden Loyd, T-41 pa je bil nekoliko večji od njega. Zaradi številnih težav, tanka nista šla v serijsko proizvodnjo. Ko so odpravili napake, so novi model leta 1933 poslali na testiranje. 11 dni je skupina sedmih tankov T-37 potovala 1126 kilometrov po kopnem in 965 kilometrov po vodi. Zaradi dobrih rezultatov je bil tank 11. avgusta istega leta poslan v serijsko proizvodnjo. Ker je N. N. Kozyrev menil, da bi lahko tank še izboljšali, so tank umaknili iz serijske proizvodnje še preden se je ta začela. Znova je stopil v serijsko proizvodnjo proti koncu leta 1933. 
Tank je kasneje doživel še nekaj izboljšav. Nastala je tudi poveljniška verzija v katero je bil dodan radio.  
Tank je bil uporabljen v prvih mesecih vojne. Uporabljen je bil v zimski vojni. Tank je bil tudi uporabljen med okupacijo kraja Bessarabia. Tanke so tam prevažali v bombnikih Tupoljev TB-1 in Tupoljev TB-3. T-37 je kmalu bil umaknjen iz uporabe. Nadomestil ga je tank T-38.

## Verzije
- T-37: standardna verzija
- T-37 TU: poveljniška verzija z radiom
- OT-37: plamenometalec
- SU-37: Verzija s topom 37mm